# Amaxia manora
Amaxia manora är en fjärilsart som beskrevs av Druce 1906. Amaxia manora ingår i släktet Amaxia och familjen björnspinnare. Inga underarter finns listade i Catalogue of Life.